# TSV Germania Helmstedt
Der TSV Germania Helmstedt (offiziell: Turn- und Sportverein Germania Helmstedt von 1849 e. V.) ist ein Sportverein aus Helmstedt. Die erste Fußballmannschaft nahm einmal am DFB-Pokal teil und spielte zwölf Jahre in der höchsten niedersächsischen Amateurliga.

## Geschichte
Die Wurzeln des Vereins liegen beim am 12. Mai 1849 gegründeten Männerturnverein Helmstedt. Im Jahre 1902 wollten einige Gymnasiasten im MTV eine Fußballabteilung gründen, was jedoch abgelehnt wurde. Als Reaktion gründete sich der Fußballverein SC 02 Helmstedt. Beide Vereine fusionierten im Jahre 1922 zum TSV Helmstedt, doch schon wenige Monate später spalteten sich die Fußballer im Rahmen der Reinlichen Scheidung wieder als SC 02 Helmstedt ab. 1933 musste sich der SC 03 auf Anordnung der Nationalsozialisten dem Turnclub 1899 Helmstedt anschließen. Am 4. Dezember 1945 fusionierte der TSV Helmstedt mit dem MTV Helmstedt zum TSV Helmstedt. Am 23. Mai 2014 fusionierte der TSV Helmstedt zusammen mit dem SV Germania Helmstedt zum heutigen Turn- und Sportverein Germania von 1849 Helmstedt e. V.

### Fußball
Der heutige TSV verfügte zunächst über keine Fußballabteilung. Erst als sich 1949 Mitglieder der örtlichen Zollbehörde dem Verein anschlossen erhielt der TSV eine Fußballabteilung, die im Volksmund den Namen „Zöllnerelf“ erhielt. Bis weit in die 1950er Jahre spielten nur wenige Zivilisten für den TSV Fußball. 1961 stiegen die Helmstedter in die drittklassige Amateurliga Braunschweig auf und wurden drei Jahre später unter kuriosen Umständen Vizemeister. Obwohl der FC Schöningen 08 noch Nachholspiele zu bestreiten hatte, erklärte der NFV die Helmstedter zum Meister und absolvierte bereits die ersten Aufstiegsrundenspiele. Dann gewann Schöningen noch seine restlichen Spiele und war plötzlich punktgleich mit dem TSV. Der NFV musste daraufhin ein Entscheidungsspiel um die Meisterschaft ansetzen, dass die Helmstedter mit 1:2 verloren. Die Schöninger nahmen daraufhin den Platz des TSV in der Aufstiegsrunde ein und übernahmen auch die beiden von der „Zöllnerelf“ errungenen Siege.
Immerhin qualifizierten sich die Helmstedter für die neu geschaffene Verbandsliga Ost. Im Jahre 1973 wurde der TSV Meister, scheiterte aber in der Aufstiegsrunde zur Landesliga Niedersachsen. Da der Lokalrivale Helmstedter SV gleichzeitig abstieg, übernahm die „Zöllnerelf“ die lokale Vorherrschaft. Ein Jahr später sicherte sich der TSV erneut die Meisterschaft und setzte sich auch in der Aufstiegsrunde durch. Erstmals spielte eine Helmstedter Fußballmannschaft in der höchsten niedersächsischen Amateurliga. Dort ging es weiter bergauf. 1977 verloren die Helmstedter zwar das Entscheidungsspiel um die Meisterschaft gegen den VfB Peine mit 1:5, qualifizierten sich aber dennoch für die Aufstiegsrunde zur Oberliga Nord. Dort scheiterte der TSV am VfL Pinneberg. 1978 qualifizierte sich die Mannschaft für den DFB-Pokal und verlor in der ersten Runde beim OSV Hannover mit 1:5. 1979 und 1981 wurde die „Zöllnerelf“ jeweils Vierter und verpasste die erneute Aufstiegsrundenteilnahme nur knapp.
Sportlich ging es für die Helmstedter bergab und 1986 ging es hinunter in die Landesliga Ost, wo die Mannschaft in der folgenden Saison in die Bezirksoberliga Braunschweig durchgereicht wurde und 1989 in die Bezirksliga abstieg. Erst 1997 ging es wieder hinauf in die Landesliga Braunschweig. Dort wurde die Mannschaft im Jahre 2004 durch die bessere Tordifferenz gegenüber dem VfB Fallersleben Meister, verpasste aber nach einer 0:2-Entscheidungsspielniederlage gegen den TuS Celle FC den Aufstieg in die Niedersachsenliga. Ein kleiner Trost war in diesem Jahr der Gewinn des Bezirkspokals. Im Folgejahr schieden die Helmstedter in der ersten Runde des Niedersachsenpokals gegen die Reserve des VfL Wolfsburgs aus. Fünf Jahre später stieg der TSV als Tabellenletzter ab und zog seine Mannschaft in die Kreisliga zurück. 2016 gelang die Meisterschaft in der Kreisliga Helmstedt und der damit verbundene Aufstieg in die Bezirksliga. Zwei Jahre später stieg die Germania wieder ab und spielt seitdem in der Kreisliga.

### Handball
Die Handballer des TSV Helmstedt stieg im Jahre 2001 in die Oberliga Niedersachsen. Drei Jahre später wurde die Mannschaft trotz sportlichen Klassenerhalts zurückgezogen. Ein Jahr später traten die TSV-Handballer der Spielgemeinschaft Handballfreunde Helmstedt-Büddenstedt bei, die im Jahre 2012 den Aufstieg in die Oberliga Niedersachsen schaffte.

## Persönlichkeiten
- Wolfgang Brase
- Christel Klinzmann